# Explorační analýza dat
Explorační analýza dat (anglicky Exploratory data analysis, EDA) je ve statistice souhrn metod používaných pro průzkum dat a hledání hypotéz, které stojí za to testovat (což pak je konfirmační analýza, Confirmatory data analysis).
EDA je metodologický přístup k analýze datových souborů s cílem shrnout jejich hlavní charakteristiky, často s využitím statistických grafů a dalších metod k vizualizaci dat. Může být použit statistický model, ale také nemusí, ale primárně EDA slouží k tomu, abychom zjistili, co nám data mohou říci nad rámec formálního modelování, a tím kontrastuje s tradičním testováním hypotéz. Explorativní analýzu dat propaguje John Tukey od roku 1970 s cílem povzbudit vědce ke zkoumání dat a případné formulaci hypotéz, které by mohly vést k novému sběru dat a experimentům. 

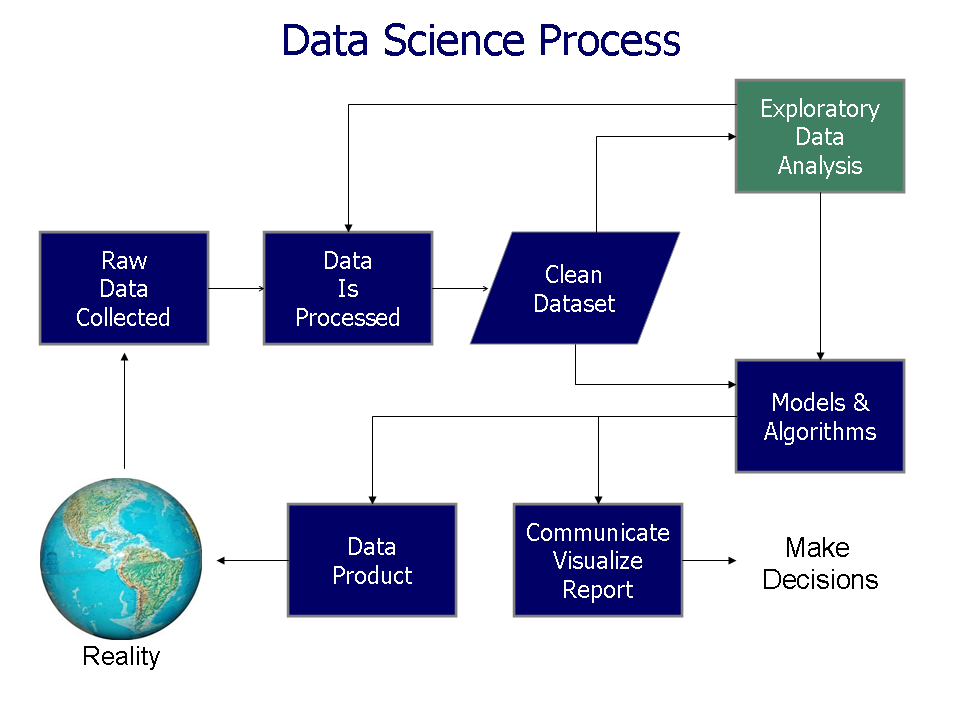
Data visualization process v1

EDA definoval ve stejnojmenné knize John Tukey a jako její hlavní úkoly určil:
- Navrhnout hypotézy o příčinách pozorovaných jevů.
- Ověřit předpoklady statistických metod, které se použijí.
- Podložit výběr vhodných statistických nástrojů a technik.
- Poskytnout základnu dalšímu sběru dat pomocí průzkumů či experimentů.